# 2983 Poltava
2983 Poltava este un asteroid din centura principală, descoperit pe 2 septembrie 1981, de Nikolai Cernîh.